# Nōnin
Dainichibō Nōnin (大日房能忍) (fl. années 1190) est un moine bouddhiste japonais, fondateur de la première école du bouddhisme zen au Japon.

## Biographie
Alors qu'il est moine de l'école tendai, il a l'occasion de lire des textes sur le bouddhisme zen apportés de Chine. En 1189, il envoie deux de ses disciples dans ce pays pour rencontrer Zhuóān Déguāng (拙庵德光, 1121–1203), lui-même étudiant du maître rinzai Dahui Zonggao (en). Les disciples lui présentent une lettre dans laquelle Nōnin décrit sa réalisation de soi par sa propre pratique du zen. Déguāng apparemment l'approuve et envoie une lettre attestant l'illumination de Nōnin. Celui-ci fonde ensuite sa propre école qu'il appelle Darumashū ou « école Bodhidharma ».

## École Daruma
L'école Daruma dépend de deux sources pour son enseignement : le chán primitif tel que « transmis sur le Hiei-zan dans le cadre de la tradition tendai » avec des éléments clairs d'enseignements de l'école du Nord et l'école Linji. L'enseignement Chán de l'« éveil inhérent » ou hongaku, influence l'enseignement tendai. Il explique

« [L]e principe de non-dualité entre Bouddha et les êtres, ou entre le nirvana et le saṃsāra. Ce principe est exprimé de plusieurs façons, le plus connu étant le dicton, « L'esprit lui-même est le Bouddha ». »

En raison de sa transmission dharma atypique et de son vaste mélange de divers enseignements, son école est fortement critiquée. Heinrich Dumoulin écrit de Nōnin : 

« Nōnin n'adopte pas la forme zen de Ta-hui. Son style vient de la méditation zen pratiquée dans le tendai, qui résonne avec le zen primitif de l'école du Nord d'abord introduit en Chine par son fondateur Saichō. Il puise abondamment dans le Sugyoroku étudié avec zèle sur le mont Hiei. De cette façon, il fusionne le zen et les enseignements des sūtras (zenkyo itchi). Il intègre également dans sa doctrine et sa pratique des éléments d'ésotérisme Tendai (taimitsu). Il ne s'engage dans la pratique des koan. Le zen de l'école Daruma, comme ses textes l'indiquent, se distingue de cette manière du rinzai de la période Song dans la lignée de Ta-hui (Dahui Zonggao). »

En opposition à cette diversité supposée des enseignements, Hee-Jin Kim précise :

« Nōnin est le préféré parmi les bouddhistes japonais à établir un « zen pur » ( Junsui-zen) dans le pays à la place du traditionnel « mélange zen » (kenju-zen). »

L'école Bodhidharma attire apparemment un certain nombre de fidèles, mais en 1194 la hiérarchie tendai demande que le gouvernement y mette un terme. Ils estiment que l'école est « incompréhensible » et « véhicule des absurdités ». Ses étudiants continuent à fréquenter l'école pendant un moment mais finalement se dispersent pour étudier avec Dōgen ou Eisai. En fait, Koun Ejō et Tettsū Gikai, tous deux éminents étudiants de Dōgen, auquel presque tous les enseignants modernes du zen sōtō font remonter leur lignée, sont à l'origine des élèves des successeurs de Nōnin. Le transfert de Dōgen à Echizen en 1243 est peut-être en partie dû « au fait que le Daruma-shu jouit d'une forte popularité dans cette province ».
Il y a peut-être eu des membres de l'école Daruma jusqu'à la guerre d'Ōnin 1467–1477, qui détruit une grande partie du monachisme Zen.